# Дзьобики звичайні
Дзьобики звичайні, тимелея звичайна (Thymelaea passerina) — вид рослин з родини тимелеєвих (Thymelaeaceae), поширений у Північній Африці, Європі, Азії.

## Опис

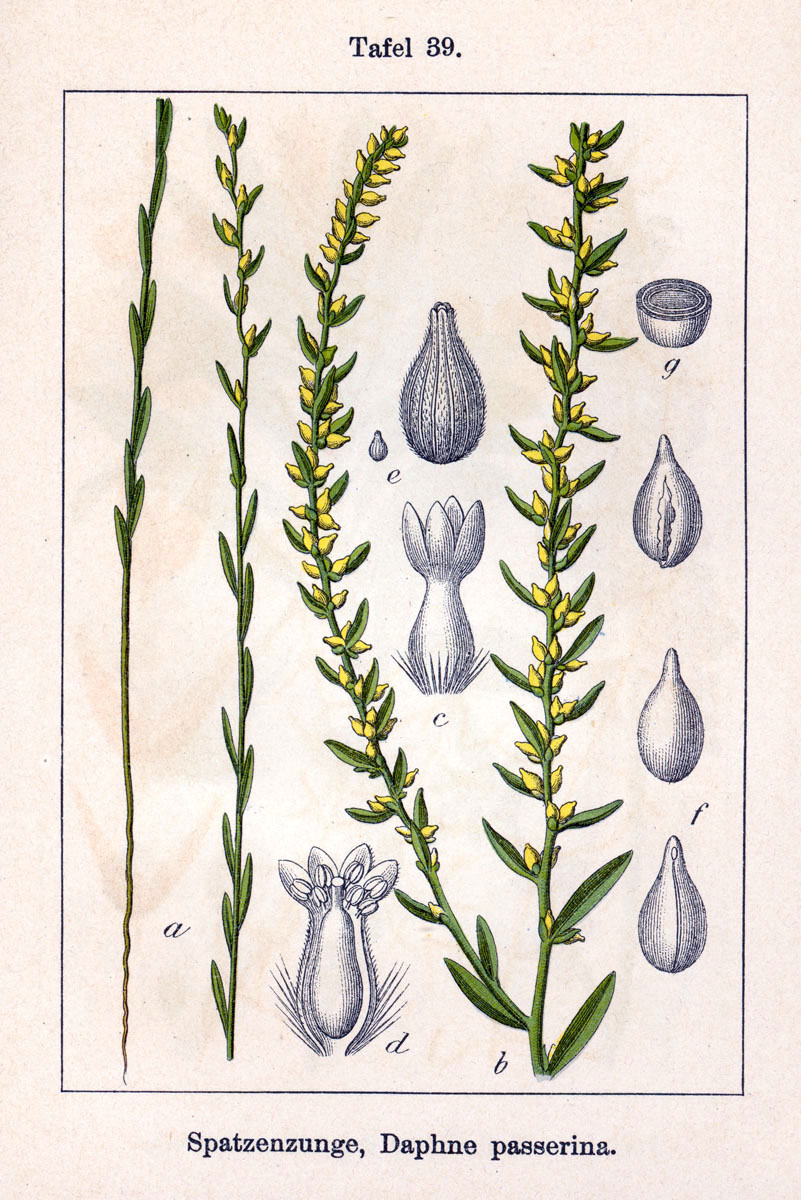
ілюстрація

Однорічна рослина 10–40 см. Стебло тонке, зі спрямованими вгору нечисленними гілками. Листки ланцетно-лінійні, 5–15 мм завдовжки, гострі. Квітки 1.5–3 мм довжиною, розташовані по 1–2 в пазухах листків, зібрані в довге вкрите листками колосоподібне суцвіття. Оцвітина глечикоподібна, пухнаста, з короткими вгору спрямованими яйцеподібними часточками. Плід — грушоподібний горішок, з носиком. Стебла зелені або жовто-зелені, восени червоніють. Гіпантій від зеленого до жовтого забарвлення, 2–3 мм. Трава до 70 см заввишки. Первинний корінь рідко гіллястий, жовто-бурий. 2n = 18.

## Поширення
Поширений у пн.-зх. Африці, середній, східній і південній Європі, західній, середній Азії, Китаї, Індії, Пакистані; натуралізований у пд.-сх. Канаді, США, пд. Австралії.
В Україні вид зростає на глинистих схилах, на відслоненнях різних порід, бур'ян на полях — на Поліссі (південь), Лісостепу, Степу та Криму.